# 扬·胡斯长老会教堂

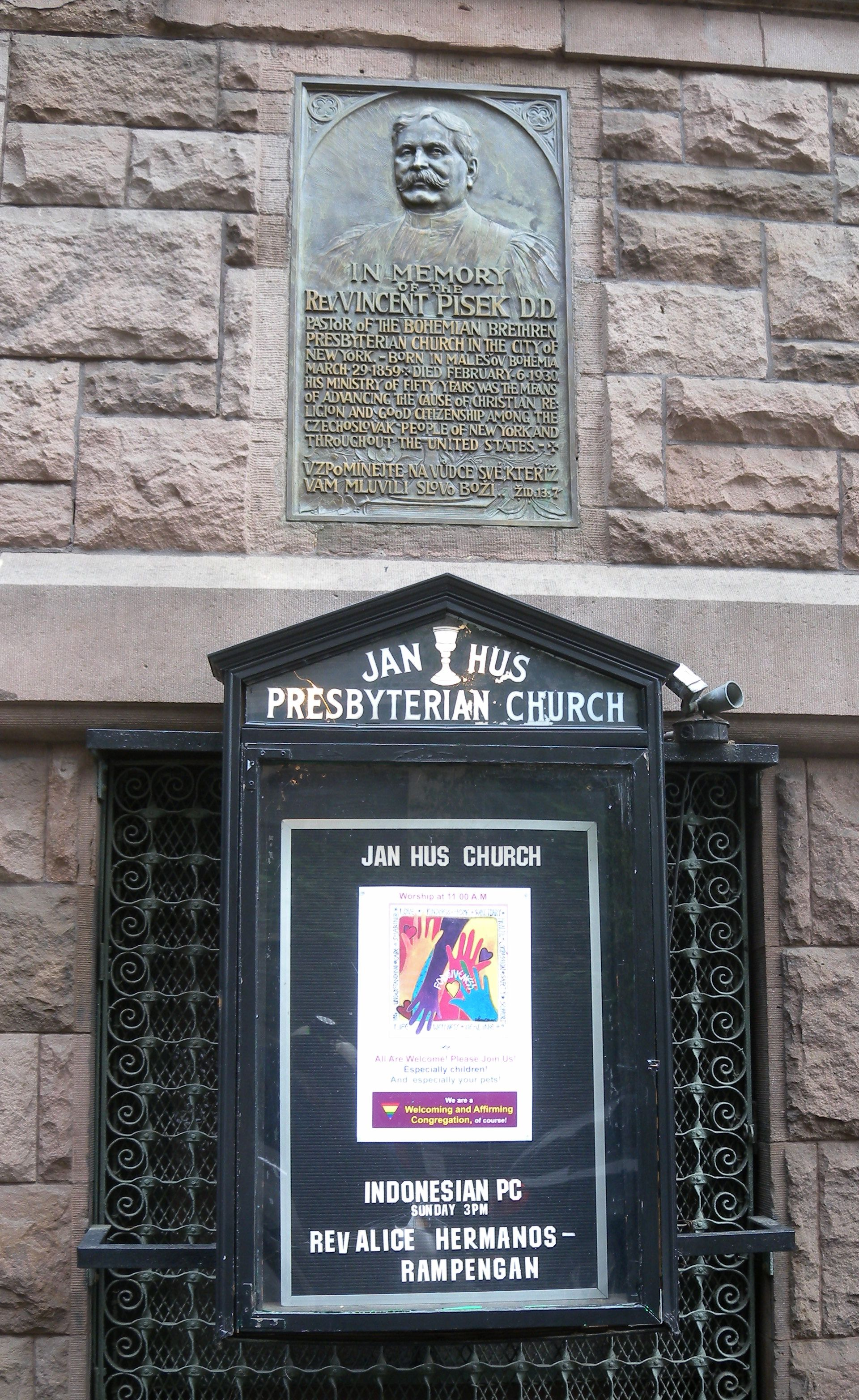

扬·胡斯长老会教堂（Jan Hus Presbyterian Church）位于纽约市曼哈顿的上东城东74街351号，是一座长老会教堂。
该教堂是以波西米亚宗教思想家和改革者扬·胡斯命名。该教堂所在的地区曾经称为“小波西米亚”，该教堂曾经是捷克社区的中心，现在的会众是多种族的。
该教堂开设了一个活跃的邻里中心，以促进音乐，戏剧和文化。教堂的地下室，包括一个150个座位的剧院，吉尔伯特与萨利文表演团体从1952年至1975年几乎是连续表演。
该教堂创立于1877年，当时匈牙利传教士古斯塔夫·阿列克西向捷克人传教的结果 。教堂建筑师为R.H. 罗伯逊，建于1888年，刻有题字“真理为准”（Truth Prevails）是扬·胡斯的名言。希腊正教拜占庭式的的圣三一大教堂就在相邻的街块